# Élections législatives de 2022 dans l'Eure
Les élections législatives françaises de 2022 se déroulent les 12 et 19 juin 2022. Dans le département de l'Eure, cinq députés sont à élire dans le cadre de cinq circonscriptions.

## Contexte

### Élections législatives de 2017
Les élections législatives de 2017 voient La République en marche remporter quatre des cinq sièges à pourvoir dans le département avec un score de 48.27 % des voix au second tour, le Mouvement démocrate remportant le siège restant avec 12.39 % des voix. Cette élection marque aussi la défaite du Parti socialiste, 4.10 % des voix, et Les Républicains, 7.77 % des voix, qui perdent chacun leurs deux sièges.

### Élection présidentielle de 2022
| Circonscription | 1er tour | 1er tour | 1er tour  |        | 2d tour | 2d tour |
| Circonscription | Le Pen   | Macron   | Mélenchon | Le Pen | Macron  |         |
| --------------- | -------- | -------- | --------- | ------ | ------- | ------- |
| Circonscription |          |          |           |        |         |         |
| 1re             | 32,2 %   | 25,3 %   | 17,9 %    | 51,1 % | 48,9 %  |         |
| 2e              | 31,9 %   | 26,8 %   | 16,5 %    | 50,6 % | 49,4 %  |         |
| 3e              | 34,6 %   | 26,2 %   | 14,7 %    | 54 %   | 46 %    |         |
| 4e              | 30,8 %   | 25,8 %   | 20,2 %    | 49,3 % | 50,7 %  |         |
| 5e              | 32,2 %   | 25,3 %   | 17,9 %    | 51,8 % | 48,2 %  |         |

## Système électoral
Les élections législatives ont lieu au scrutin uninominal majoritaire à deux tours dans des circonscriptions uninominales.
Est élu au premier tour le candidat qui réunit la majorité absolue des suffrages exprimés et un nombre de voix au moins égal au quart (25 %) des électeurs inscrits dans la circonscription. Si aucun des candidats ne satisfait ces conditions, un second tour est organisé entre les candidats ayant réuni un nombre de voix au moins égal à un huitième des inscrits (12,5 %) ; les deux candidats arrivés en tête du premier tour se maintiennent néanmoins par défaut si un seul ou aucun d'entre eux n'a atteint ce seuil. Au second tour, le candidat arrivé en tête est déclaré élu.
Le seuil de qualification basé sur un pourcentage du total des inscrits et non des suffrages exprimés rend plus difficile l'accès au second tour lorsque l'abstention est élevée. Le système permet en revanche l'accès au second tour de plus de deux candidats si plusieurs d'entre eux franchissent le seuil de 12,5 % des inscrits. Les candidats en lice au second tour peuvent ainsi être trois, un cas de figure appelé « triangulaire ». Les second tours où s'affrontent quatre candidats, appelés « quadrangulaire » sont également possibles, mais beaucoup plus rares.

### Partis et nuances
Les résultats des élections sont publiés en France par le ministère de l'Intérieur, qui classe les partis en leur attribuant des nuances politiques. Ces dernières sont décidées par les préfets, qui les attribuent indifféremment de l'étiquette politique déclarée par les candidats, qui peut être celle d'un parti ou une candidature sans étiquette.
En 2022, seules les coalitions Ensemble (ENS) et Nouvelle Union populaire écologique et sociale (NUP), ainsi que le Parti radical de gauche (RDG), l'Union des démocrates et indépendants (UDI), Les Républicains (LR), le Rassemblement national (RN) et Reconquête (REC) se voient attribuer  une nuance propre,,.
Tous les autres partis se voient attribuer l'une ou l'autre des nuances suivantes : DXG (divers extrême gauche), DVG (divers gauche), ECO (écologiste), REG (régionaliste), DVC (divers centre), DVD (divers droite), DSV (droite souverainiste) et DXD (divers extrême droite). Des partis comme Debout la France ou Lutte ouvrière ne disposent ainsi pas de nuance propre, et leurs résultats nationaux ne sont pas publiés séparément par le ministère, car mélangés avec d'autres partis (respectivement dans les nuances DSV et DXG),.

## Résultats

### Élus
| Circonscription                                 | Député sortant            | Parti | Parti | Député élu ou réélu | Parti | Parti |
| ----------------------------------------------- | ------------------------- | ----- | ----- | ------------------- | ----- | ----- |
| 1re                                             | Séverine Gipson           |       | LREM  | Christine Loir      |       | RN    |
| 2e                                              | Fabien Gouttefarde        |       | LREM  | Katiana Levavasseur |       | RN    |
| 3e                                              | Marie Tamarelle-Verhaeghe |       | LREM  | Kévin Mauvieux      |       | RN    |
| 4e                                              | Bruno Questel             |       | LREM  | Philippe Brun       |       | PS    |
| 5e                                              | Claire O'Petit*           |       | LREM  | Timothée Houssin    |       | RN    |
| * député sortant ne se représentant pas en 2022 |                           |       |       |                     |       |       |

### Résultats à l'échelle du département

#### Résultats par coalition
| Parti et coalition                                           | Parti et coalition                                           | Parti et coalition                            | Premier tour | Premier tour | Premier tour | Second tour   | Second tour   | Second tour | Total Sièges  | +/-           |  |
| Parti et coalition                                           | Parti et coalition                                           | Parti et coalition                            | Voix         | %            | Sièges       | Voix          | %             | Sièges      | Total Sièges  | +/-           |  |
| ------------------------------------------------------------ | ------------------------------------------------------------ | --------------------------------------------- | ------------ | ------------ | ------------ | ------------- | ------------- | ----------- | ------------- | ------------- |  |
|                                                              | Rassemblement national (RN)                                  | Rassemblement national (RN)                   | 61 965       | 29,88        | 0            | 96 909        | 51,23         | 4           | 4             | 4             |  |
|                                                              |                                                              | La République en marche (LREM)                | 53 065       | 25,59        | 0            | 72 429        | 38,29         | 0           | 0             | 4             |  |
| Total Ensemble (ENS)                                         | Total Ensemble (ENS)                                         | 53 065                                        | 25,59        | 0            | 72 429       | 38,29         | 0             | 0           | 5             |               |  |
|                                                              |                                                              | La France insoumise (LFI)                     | 23 904       | 11,53        | 0            |               |               |             | 0             | en stagnation |  |
|                                                              | Parti socialiste (PS)                                        | 12 078                                        | 5,82         | 0            | 19 825       | 10,48         | 1             | 1           | 1             |               |  |
|                                                              | Europe Écologie Les Verts (EELV)                             | 8 959                                         | 4,32         | 0            |              |               |               | 0           | en stagnation |               |  |
| Total Nouvelle Union populaire écologique et sociale (NUPES) | Total Nouvelle Union populaire écologique et sociale (NUPES) | 44 941                                        | 21,67        | 0            | 19 825       | 10,48         | 1             | 1           | 1             |               |  |
|                                                              |                                                              | Les Républicains (LR)                         | 13 765       | 6,64         | 0            |               |               |             | 0             | en stagnation |  |
|                                                              | Les Centristes (LC)                                          | 6 937                                         | 3,35         | 0            | 0            | Nv            |               |             |               |               |  |
| Total Union de la droite et du centre (UDC)                  | Total Union de la droite et du centre (UDC)                  | 20 702                                        | 9,98         | 0            | 0            | en stagnation |               |             |               |               |  |
|                                                              | Reconquête (REC)                                             | Reconquête (REC)                              | 8 365        | 4,03         | 0            | 0             | Nv            |             |               |               |  |
|                                                              |                                                              | Mouvement hommes animaux nature (MHAN)        | 4 163        | 2,01         | 0            | 0             | en stagnation |             |               |               |  |
| Total Tous unis pour le vivant (TUPV)                        | Total Tous unis pour le vivant (TUPV)                        | 4 163                                         | 2,01         | 0            | 0            | en stagnation |               |             |               |               |  |
|                                                              | Parti animaliste (PA)                                        | Parti animaliste (PA)                         | 3 728        | 1,80         | 0            | 0             | en stagnation |             |               |               |  |
|                                                              | Lutte ouvrière (LO)                                          | Lutte ouvrière (LO)                           | 2 735        | 1,32         | 0            | 0             | en stagnation |             |               |               |  |
|                                                              |                                                              | Debout la France (DLF)                        | 1 616        | 0,78         | 0            | 0             | en stagnation |             |               |               |  |
|                                                              | Les Patriotes (LP)                                           | 594                                           | 0,29         | 0            | 0            | Nv            |               |             |               |               |  |
| Total Union pour la France (UPF)                             | Total Union pour la France (UPF)                             | 2 210                                         | 1,07         | 0            | 0            | en stagnation |               |             |               |               |  |
|                                                              | Le Mouvement de la ruralité (LMR)                            | Le Mouvement de la ruralité (LMR)             | 1 341        | 0,65         | 0            | 0             | en stagnation |             |               |               |  |
|                                                              | Écologie au centre (ÉAC)                                     | Écologie au centre (ÉAC)                      | 924          | 0,45         | 0            | 0             | en stagnation |             |               |               |  |
|                                                              |                                                              | Les Radicaux de gauche (LRDG)                 | 712          | 0,34         | 0            | 0             | Nv            |             |               |               |  |
| Total Fédération de la gauche républicaine (FGR)             | Total Fédération de la gauche républicaine (FGR)             | 712                                           | 0,34         | 0            | 0            | Nv            |               |             |               |               |  |
|                                                              | Parti ouvrier indépendant démocratique (POID)                | Parti ouvrier indépendant démocratique (POID) | 271          | 0,13         | 0            | 0             | en stagnation |             |               |               |  |
|                                                              | Fédération française de citoyenneté (FFC)                    | Fédération française de citoyenneté (FFC)     | 31           | 0,01         | 0            | 0             | Nv            |             |               |               |  |
|                                                              | Autres partis                                                | Autres partis                                 | 1 350        | 0,65         | 0            | 0             | en stagnation |             |               |               |  |
|                                                              | Sans étiquette (SE)                                          | Sans étiquette (SE)                           | 865          | 0,42         | 0            | 0             | en stagnation |             |               |               |  |
|                                                              |                                                              |                                               |              |              |              |               |               |             |               |               |  |
| Suffrages exprimés                                           | Suffrages exprimés                                           | Suffrages exprimés                            | 207 368      | 97,69        |              | 189 163       | 91,31         |             |               |               |  |
| Votes blancs                                                 | Votes blancs                                                 | Votes blancs                                  | 3 634        | 1,71         | 14 282       | 6,89          |               |             |               |               |  |
| Votes nuls                                                   | Votes nuls                                                   | Votes nuls                                    | 1 260        | 0,59         | 3 712        | 1,79          |               |             |               |               |  |
| Total                                                        | Total                                                        | Total                                         | 212 262      | 100          | 0            | 207 157       | 100           | 5           | 5             | en stagnation |  |
| Abstentions                                                  | Abstentions                                                  | Abstentions                                   | 221 448      | 51,06        |              | 226 600       | 52,24         |             |               |               |  |
| Inscrits/Participation                                       | Inscrits/Participation                                       | Inscrits/Participation                        | 433 710      | 48,94        | 433 757      | 47,76         |               |             |               |               |  |

#### Résultats par nuance
| Nuance                 | Nuance                                         | Nuance                 | Premier tour | Premier tour | Premier tour | Second tour | Second tour   | Second tour | Total Sièges | +/-           |  |
| Nuance                 | Nuance                                         | Nuance                 | Voix         | %            | Sièges       | Voix        | %             | Sièges      | Total Sièges | +/-           |  |
| ---------------------- | ---------------------------------------------- | ---------------------- | ------------ | ------------ | ------------ | ----------- | ------------- | ----------- | ------------ | ------------- |  |
|                        | Rassemblement national                         | RN                     | 61 965       | 29,88        | 0            | 96 909      | 51,23         | 4           | 4            | 4             |  |
|                        | Ensemble !                                     | ENS                    | 53 065       | 25,59        | 0            | 72 429      | 38,29         | 0           | 0            | 5             |  |
|                        | Nouvelle Union populaire écologique et sociale | NUP                    | 44 941       | 21,67        | 0            | 19 825      | 10,48         | 1           | 1            | 1             |  |
|                        | Les Républicains                               | LR                     | 13 765       | 6,64         | 0            |             |               |             | 0            | en stagnation |  |
|                        | Ecologistes                                    | ECO                    | 8 815        | 4,25         | 0            | 0           | en stagnation |             |              |               |  |
|                        | Reconquête                                     | REC                    | 8 365        | 4,03         | 0            | 0           | Nv            |             |              |               |  |
|                        | Divers droite                                  | DVD                    | 8 278        | 3,99         | 0            | 0           | en stagnation |             |              |               |  |
|                        | Divers extrême gauche                          | DXG                    | 3 006        | 1,45         | 0            | 0           | en stagnation |             |              |               |  |
|                        | Droite souverainiste                           | DSV                    | 2 210        | 1,07         | 0            | 0           | en stagnation |             |              |               |  |
|                        | Divers extrême droite                          | DXD                    | 854          | 0,41         | 0            | 0           | en stagnation |             |              |               |  |
|                        | Divers gauche                                  | DVG                    | 826          | 0,40         | 0            | 0           | en stagnation |             |              |               |  |
|                        | Parti radical de gauche                        | RDG                    | 712          | 0,34         | 0            | 0           | en stagnation |             |              |               |  |
|                        | Divers                                         | DIV                    | 566          | 0,27         | 0            | 0           | en stagnation |             |              |               |  |
|                        |                                                |                        |              |              |              |             |               |             |              |               |  |
| Suffrages exprimés     | Suffrages exprimés                             | Suffrages exprimés     | 207 368      | 97,69        |              | 189 163     | 91,31         |             |              |               |  |
| Votes blancs           | Votes blancs                                   | Votes blancs           | 3 634        | 1,71         | 14 282       | 6,89        |               |             |              |               |  |
| Votes nuls             | Votes nuls                                     | Votes nuls             | 1 260        | 0,59         | 3 712        | 1,79        |               |             |              |               |  |
| Total                  | Total                                          | Total                  | 212 262      | 100          | 0            | 207 157     | 100           | 5           | 5            | en stagnation |  |
| Abstentions            | Abstentions                                    | Abstentions            | 221 448      | 51,06        |              | 226 600     | 52,24         |             |              |               |  |
| Inscrits/Participation | Inscrits/Participation                         | Inscrits/Participation | 433 710      | 48,94        | 433 757      | 47,76       |               |             |              |               |  |

### Cartes

Nuance politique des candidats arrivés en tête dans chaque commune au 1er tour.
Nuance politique des candidats arrivés en tête dans chaque commune au 2e tour.

### Résultats par circonscription

#### Première circonscription
Député sortant : Séverine Gipson (La République en marche).
| Candidat                 | Candidat                 | Parti et coalition       | Nuance                   | Premier tour | Premier tour | Second tour | Second tour |
| Candidat                 | Candidat                 | Parti et coalition       | Nuance                   | Voix         | %            | Voix        | %           |
| ------------------------ | ------------------------ | ------------------------ | ------------------------ | ------------ | ------------ | ----------- | ----------- |
|                          | Christine Loir           | RN                       | RN                       | 11 830       | 29,89        | 18 629      | 50,77       |
|                          | Séverine Gipson          | LREM (ENS)               | ENS                      | 10 583       | 26,74        | 18 062      | 49,23       |
|                          | Christophe Ancelin       | LFI (NUPES)              | NUP                      | 7 609        | 19,22        |             |             |
|                          | Christophe Alory         | LR (UDC)                 | LR                       | 3 219        | 8,13         |             |             |
|                          | Valérie Poirson          | REC                      | REC                      | 1 736        | 4,39         |             |             |
|                          | Véronique Allo           | MHAN (TUPV)              | ECO                      | 1 479        | 3,74         |             |             |
|                          | Anne Mansouret           | R                        | DVG                      | 826          | 2,09         |             |             |
|                          | Catherine Hélayel        | PA                       | ECO                      | 650          | 1,64         |             |             |
|                          | Fabrice Monnier          | DLF (UPF)                | DSV                      | 601          | 1,52         |             |             |
|                          | Nicolas Miguet           | RCF                      | DXD                      | 524          | 1,32         |             |             |
|                          | Anne Ducamp              | LO                       | DXG                      | 523          | 1,32         |             |             |
|                          |                          |                          |                          |              |              |             |             |
| Votes valides            | Votes valides            | Votes valides            | Votes valides            | 39 580       | 97,78        | 36 691      | 92,29       |
| Votes blancs             | Votes blancs             | Votes blancs             | Votes blancs             | 668          | 1,65         | 2 399       | 6,03        |
| Votes nuls               | Votes nuls               | Votes nuls               | Votes nuls               | 232          | 0,58         | 666         | 1,68        |
| Total                    | Total                    | Total                    | Total                    | 40 480       | 100          | 39 756      | 100         |
| Abstention               | Abstention               | Abstention               | Abstention               | 46 314       | 53,36        | 47 036      | 54,19       |
| Inscrits / participation | Inscrits / participation | Inscrits / participation | Inscrits / participation | 86 794       | 46,64        | 86 792      | 45,81       |

#### Deuxième circonscription
Député sortant : Fabien Gouttefarde (La République en marche).
| Candidat                 | Candidat                 | Parti et coalition       | Nuance                   | Premier tour | Premier tour | Second tour | Second tour |
| Candidat                 | Candidat                 | Parti et coalition       | Nuance                   | Voix         | %            | Voix        | %           |
| ------------------------ | ------------------------ | ------------------------ | ------------------------ | ------------ | ------------ | ----------- | ----------- |
|                          | Katiana Levavasseur      | RN                       | RN                       | 11 508       | 29,61        | 17 990      | 51,10       |
|                          | Fabien Gouttefarde       | LREM (ENS)               | ENS                      | 9 994        | 25,71        | 17 214      | 48,90       |
|                          | Nathalie Samson          | LFI (NUPES)              | NUP                      | 8 171        | 21,02        |             |             |
|                          | Francine Maragliano      | LR (UDC)                 | LR                       | 3 945        | 10,15        |             |             |
|                          | Emmanuel Camoin          | REC                      | REC                      | 1 394        | 3,59         |             |             |
|                          | Martine Fouques          | MHAN (TUPV)              | ECO                      | 1 295        | 3,33         |             |             |
|                          | Thomas Darroussat        | PA                       | ECO                      | 721          | 1,85         |             |             |
|                          | Françoise Fauveau        | LP (UPF)                 | DSV                      | 594          | 1,53         |             |             |
|                          | Sylvain Bertois          | LMR                      | DVD                      | 560          | 1,44         |             |             |
|                          | Mélanie Peyraud          | LO                       | DXG                      | 416          | 1,07         |             |             |
|                          | Laurent Criquet          | POID                     | DXG                      | 271          | 0,70         |             |             |
|                          |                          |                          |                          |              |              |             |             |
| Votes valides            | Votes valides            | Votes valides            | Votes valides            | 38 869       | 97,68        | 35 204      | 91,53       |
| Votes blancs             | Votes blancs             | Votes blancs             | Votes blancs             | 721          | 1,81         | 2 531       | 6,58        |
| Votes nuls               | Votes nuls               | Votes nuls               | Votes nuls               | 201          | 0,51         | 725         | 1,89        |
| Total                    | Total                    | Total                    | Total                    | 39 791       | 100          | 38 460      | 100         |
| Abstention               | Abstention               | Abstention               | Abstention               | 39 250       | 49,66        | 40 595      | 51,35       |
| Inscrits / participation | Inscrits / participation | Inscrits / participation | Inscrits / participation | 79 041       | 50,34        | 79 055      | 48,65       |

#### Troisième circonscription
Député sortant : Marie Tamarelle-Verhaeghe (La République en marche).
| Candidat                 | Candidat                  | Parti et coalition       | Nuance                   | Premier tour | Premier tour | Second tour | Second tour |
| Candidat                 | Candidat                  | Parti et coalition       | Nuance                   | Voix         | %            | Voix        | %           |
| ------------------------ | ------------------------- | ------------------------ | ------------------------ | ------------ | ------------ | ----------- | ----------- |
|                          | Kévin Mauvieux            | RN                       | RN                       | 13 474       | 31,72        | 21 161      | 54,05       |
|                          | Marie Tamarelle-Verhaeghe | LREM (ENS)               | ENS                      | 9 849        | 23,18        | 17 989      | 45,95       |
|                          | Dorine Le Pêcheur         | LFI (NUPES)              | NUP                      | 8 124        | 19,12        |             |             |
|                          | Thomas Elexhauser         | LC (UDC)                 | DVD                      | 6 937        | 16,33        |             |             |
|                          | Catherine Rouvier         | REC                      | REC                      | 1 410        | 3,32         |             |             |
|                          | Christophe Costey         | LMR                      | DVD                      | 781          | 1,84         |             |             |
|                          | Marie-Noëlle Huard        | LO                       | DXG                      | 697          | 1,64         |             |             |
|                          | Annaïck Wayolle           | PA                       | ECO                      | 674          | 1,59         |             |             |
|                          | Julien Delangle           | SE                       | DIV                      | 535          | 1,26         |             |             |
|                          |                           |                          |                          |              |              |             |             |
| Votes valides            | Votes valides             | Votes valides            | Votes valides            | 42 481       | 97,73        | 39 150      | 91,98       |
| Votes blancs             | Votes blancs              | Votes blancs             | Votes blancs             | 757          | 1,74         | 2 647       | 6,22        |
| Votes nuls               | Votes nuls                | Votes nuls               | Votes nuls               | 229          | 0,53         | 768         | 1,80        |
| Total                    | Total                     | Total                    | Total                    | 43 467       | 100          | 42 565      | 100         |
| Abstention               | Abstention                | Abstention               | Abstention               | 42 270       | 49,30        | 43 175      | 50,36       |
| Inscrits / participation | Inscrits / participation  | Inscrits / participation | Inscrits / participation | 85 737       | 50,70        | 85 740      | 49,64       |

#### Quatrième circonscription
Député sortant : Bruno Questel (La République en marche).
| Candidat                 | Candidat                 | Parti et coalition       | Nuance                   | Premier tour | Premier tour | Second tour | Second tour |
| Candidat                 | Candidat                 | Parti et coalition       | Nuance                   | Voix         | %            | Voix        | %           |
| ------------------------ | ------------------------ | ------------------------ | ------------------------ | ------------ | ------------ | ----------- | ----------- |
|                          | Chrystelle Saulière      | RN                       | RN                       | 12 598       | 28,97        | 19 475      | 49,55       |
|                          | Philippe Brun            | PS (NUPES)               | NUP                      | 12 078       | 27,78        | 19 825      | 50,45       |
|                          | Bruno Questel,           | LREM (ENS)               | ENS                      | 10 727       | 24,67        |             |             |
|                          | Marie-Dominique Perchet, | LR (UDC)                 | LR                       | 3 104        | 7,14         |             |             |
|                          | William Bertrand         | REC                      | REC                      | 1 533        | 3,53         |             |             |
|                          | Nadjia Djemel            | EAC                      | ECO                      | 924          | 2,13         |             |             |
|                          | Sylvain Thomas           | PA                       | ECO                      | 869          | 2,00         |             |             |
|                          | Olivier Taconet,         | LRDG (FGR)               | RDG                      | 712          | 1,64         |             |             |
|                          | Christophe Solal         | LO                       | DXG                      | 565          | 1,30         |             |             |
|                          | Naji Debache             | DLF (UPF)                | DSV                      | 340          | 0,78         |             |             |
|                          | Anthony Guilmin          | FFC                      | DIV                      | 31           | 0,07         |             |             |
|                          |                          |                          |                          |              |              |             |             |
| Votes valides            | Votes valides            | Votes valides            | Votes valides            | 43 481       | 97,31        | 39 300      | 89,07       |
| Votes blancs             | Votes blancs             | Votes blancs             | Votes blancs             | 814          | 1,82         | 3 944       | 8,94        |
| Votes nuls               | Votes nuls               | Votes nuls               | Votes nuls               | 389          | 0,87         | 881         | 2,00        |
| Total                    | Total                    | Total                    | Total                    | 44 684       | 100          | 44 125      | 100         |
| Abstention               | Abstention               | Abstention               | Abstention               | 47 898       | 51,74        | 48 468      | 52,35       |
| Inscrits / participation | Inscrits / participation | Inscrits / participation | Inscrits / participation | 92 582       | 48,26        | 92 593      | 47,65       |

#### Cinquième circonscription
Député sortant : Claire O'Petit (La République en marche)
| Candidat                 | Candidat                 | Parti et coalition       | Nuance                   | Premier tour | Premier tour | Second tour | Second tour |
| Candidat                 | Candidat                 | Parti et coalition       | Nuance                   | Voix         | %            | Voix        | %           |
| ------------------------ | ------------------------ | ------------------------ | ------------------------ | ------------ | ------------ | ----------- | ----------- |
|                          | Timothée Houssin         | RN                       | RN                       | 12 555       | 29,23        | 19 654      | 50,63       |
|                          | François Ouzilleau,      | LREM (ENS)               | ENS                      | 11 912       | 27,73        | 19 164      | 49,37       |
|                          | Pierre-Yves Jourdain     | EÉLV (NUPES)             | NUP                      | 8 959        | 20,86        |             |             |
|                          | David Daverton           | LR (UDC)                 | LR                       | 3 497        | 8,14         |             |             |
|                          | François Bonnet          | REC                      | REC                      | 2 292        | 5,34         |             |             |
|                          | Joëlle Fontaine          | MHAN (TUPV)              | ECO                      | 1 389        | 3,23         |             |             |
|                          | Martine Rabier           | PA                       | ECO                      | 814          | 1,89         |             |             |
|                          | Karl Toquard             | DLF (UPF)                | DSV                      | 675          | 1,57         |             |             |
|                          | Delphine Blitman         | LO                       | DXG                      | 534          | 1,24         |             |             |
|                          | Fatoumata Niakaté        | SE                       | DXD                      | 330          | 0,77         |             |             |
|                          |                          |                          |                          |              |              |             |             |
| Votes valides            | Votes valides            | Votes valides            | Votes valides            | 42 957       | 97,99        | 38 818      | 91,87       |
| Votes blancs             | Votes blancs             | Votes blancs             | Votes blancs             | 674          | 1,54         | 2 761       | 6,53        |
| Votes nuls               | Votes nuls               | Votes nuls               | Votes nuls               | 209          | 0,48         | 672         | 1,59        |
| Total                    | Total                    | Total                    | Total                    | 43 840       | 100          | 42 251      | 100         |
| Abstention               | Abstention               | Abstention               | Abstention               | 45 716       | 51,05        | 47 326      | 52,83       |
| Inscrits / participation | Inscrits / participation | Inscrits / participation | Inscrits / participation | 89 556       | 48,95        | 89 577      | 47,17       |